# Takagi Takuya
Takagi Takuya (sinh ngày 12 tháng 11 năm 1967) là một cầu thủ bóng đá người Nhật Bản.

## Đội tuyển bóng đá quốc gia Nhật Bản
Takagi Takuya thi đấu cho đội tuyển bóng đá quốc gia Nhật Bản từ năm 1992 đến 1997.

## Thống kê sự nghiệp
| Đội tuyển bóng đá Nhật Bản | Đội tuyển bóng đá Nhật Bản | Đội tuyển bóng đá Nhật Bản |
| Năm                        | Trận                       | Bàn                        |
| -------------------------- | -------------------------- | -------------------------- |
| 1992                       | 11                         | 5                          |
| 1993                       | 13                         | 7                          |
| 1994                       | 5                          | 2                          |
| 1995                       | 0                          | 0                          |
| 1996                       | 10                         | 6                          |
| 1997                       | 5                          | 7                          |
| Tổng cộng                  | 44                         | 27                         |